# 다나카 쥬리
다나카 쥬리(일본어: 田中 樹)는 일본 아이돌, 배우이다. 쟈니즈 Jr. 유닛 SixTONES의 멤버이다. STARTO ENTERTAINMENT 소속.

## 경력
- 2008년 4월 20일 입소. 중학생이 되었을 때 어머니가 맘대로 이력서를 보내 오디션을 본후 「Hey! Say!JUMP의 라이브 리허설에 와라」라고 듣고, 안무를 외워서 춤을 추다보니 어느샌가 쟈니즈 Jr.가 되어있었다.[2]
- 2008년 11월부터 2011년까지 Hip Hop JUMP의 멤버로써 활동.
- 2012년 4월 드라마 『私立バカレア高校(사립바카레아고교)』에 출연후 출연멤버와 함께 『Johnny's Jr. Johnny's Dome theather〜SUMMERY〜』를 개최.[3]
- 2015년 5월 1일 『ジャニーズ銀座2015(쟈니즈긴자 2015)』에서 드라마 『私立バカレア高校(사립바카레아고교)』출연자 6명이서 SixTONES 결성을 발표.[4]
- 2016년 9월 개봉 『バニラボーイ トゥモロー・イズ・アナザー・デイ(바닐라보이 Tomorrow is Another Day)』에서 제시, 마츠무라 호쿠토와 함께 영화 첫 주연.[5]

## 인물
SixTONES의 퍼포먼스에 관해서 주로 랩과 MC를 담당.

### 랩
- 2008년 Hey!Say!JUMP의 콘서트에 처음 백주니어로써 출연하여, 첫출연임에도 불구하고 랩을 피로함.
- 처음 피로한 곡은 KAT-TUN의 『SIGNAL』.
- 지금은 에미넴과 릴웨인등을 애청하며, 랩을 연구하고 있다.
- 2014년 개최의 『ガムシャラSEXY夏祭り‼︎(가무샤라 SEXY여름 축제!!)』에서는 쿄모토 타이가 작사, 작곡의 『Loving』의 랩가사를 담당.

### 동경하는 선배
- TOKIO의 나가세토모야
- 나가세 토모야가 작사한 『リリック』를 노래방 18번이며, 2014년 『Live House ジャニーズ銀座』에서는 모로호시 쇼키와 함께 이곡을 피로함.

### 이름의 유래
- 「樹(쥬리)」라는 이름은 「다음은 여자아이」라고 생각한 엄마가 대팬이였던 사와다 겐지의 「ジュリー(쥬리-)」에서 쥬리라고 정해두고, 남자아이가 태어났지만 그대로 이름을 지어주었다.

### 가족
- 5형제 중 4남
- 가족의 사이가 좋아서 「다나카가」라는 단톡방이 있다.
- 부모님을 지금도 파파, 마마라고 부르고 있다.

## 출연
※ 솔로 활동을 중심으로 작성. SixTONES로써의 활동은 해당 페이지 참고.

### 드라마
- 特急田中3号(특급다나카3호) (2007년 4월 13일 - 6월 22일, TBS) 다나카 지로역
- 駅弁刑事・神保徳之助 第6作 (2012년 4월 2일, TBS) 스즈키 켄타역
- 私立バカレア高校(사립바카레아고교) (2012년 4월 14일 - 6월 30일 , 일본테레비) 노구치 사토시역
- スプラウト(스프라우트) (2012년 7월 7일 - 9월 29일, 일본테레비) 우미노 켄역
- 心療中-in the Room-（심료중-in the Room-) (2013년 1월 12일 - 3월 3일, 일본테레비) 카타야마 히카루역
- 金曜ロードSHOW! 特別ドラマ企画 仮面ティーチャー(금요 로드 SHOW! 특별 드라마 기획 가면티쳐) (2014년 2월 14일, 일본테레비) 카구라 에이타역

### 영화
- 劇場版 私立バカレア高校(극장반 사립바카레아고교) (2012년 10월 13일) 노구치 사토시역
- バニラボーイ トゥモロー・イズ・アナザー・デイ(바닐라보이 Tomorrow is Another Day) (2016년 9월 3일) - 주연 마츠나가 히데오역

### 음악방송
- ザ少年倶楽部(자소년구락부) (2008년-, NHK BS프리미엄)
- ガムシャラJ’s Party !!（20145년 5월 3일 - 2015년 2월 28일, 테레아사채널1)

### 버라이어티 방송
- Rの法則(R의 법칙) (2011년 12월 21일 - 2016년 3월 28일, NHK체육티비)
- ガムシャラ!（가무샤라!) (2014년 4월 12일 - 2016년 4월 2일, 테레비아사히)

### CM
- 베스킨라빈스 31 한여름의 눈사람 대작전! 캠페인 「팔레트」편 (2012년 7월 21일 - 9월 9일)

### 콘서트
- フレッシュジャニーズJr. IN 横浜アリーナ(후레쉬 쟈니즈 Jr. IN 요코하마 아리나) (2012년 12월 16일, 요코하마 아리나)
- JOHNNYS' Worldの感謝祭 in 東京ドーム(JOHNNYS' World의 감사제 IN 도쿄돔) (2013년 3월 16일 -17일, 도쿄돔)
- ガムシャラ J's Party !! Vol.2(2014년 3월 26일 - 28일 , EX시어터롯본기)
- ガムシャラ J's Party !! Vol.4(2014년 5월 13일 - 14일 , EX시어터롯본기)
- ガムシャラ J's Party !! Vol.5(2014년 6월 4일 - 5일 , EX시어터롯본기)
- ガムシャラSexy夏祭り!![チーム羅]（2014년 7월 31일, 8월 2일, 4일-5일, 7일-8일, EX시어터롯본기)
- ガムシャラ J's Party !!︎ Vol.7 (2015년 1월 23일 - 26일, EX시어터롯본기)
- ガムシャラ! サマーステーション [チーム我]（가무샤라!썸머스테이션 [팀가]) (2015년 7월 23일, 24일, 8월 8일, 9일, 11일, 13일, 14일, EX시어터롯본기)

### 무대
- 新春 滝沢革命(신춘 타키자와혁명) (2009년 1월 1일 - 27일, 제국극장)
- PLAYZONE2009 〜太陽からの手紙〜（PLAYZONE2009 〜태양으로부터의 편지~) (2009년 7월 11일 - 8월 9일 , 아오야마극장)
- ABC座 星（スター）劇場 (ABC좌 스타극장) (2012년 2월 4일 - 29일 , 일생극장)
- Live House ジャニーズ銀座 noon boyz + ジャニーズJr.≪Part1≫(2013년 4월 29일, 4월 30일, 5월 11일, 5월 25일, 5월 31일, 시어터크리에
- ANOTHER (2013년 9월 4일 - 28일 , 일생극장)
- Live House ジャニーズ銀座 [ジャニーズJr.Part1]（2014년 5월 9일 - 11일, 5월 28일, 29일, 씨어터크리에)
- ジャニーズ銀座 2015 (2015년 4월 30일, 5월 1일, 3일, 4일, 시어터크리에)